# Square Spring
Square Spring est une source chaude faisant partie du Grotto Group située dans le Upper Geyser Basin dans le parc national de Yellowstone aux États-Unis.

## Histoire
Square Spring avait une activité éruptive dans les années 1950. Elle a connu une brève période d'éruptions pouvant atteindre 3 m à la suite du tremblement de terre d'Hebgen Lake en 1959 (en). Elle est de nouveau active depuis 1982.

## Description
Square Spring (« source carrée » en français) est une source qui fait partie du groupe de sources chaudes Grotto Group ou du Chain Lakes Group et est localisée à l'ouest de la Grand Loop Road,.
Lorsque la source est active, des éruptions de quelques secondes sous forme de bulles accompagnées occasionnellement d'un jet pouvant atteindre 1 m se produisent toutes les 5 à 10 minutes.
Square Spring présente une température moyenne d'environ 93 °C.

## Galerie

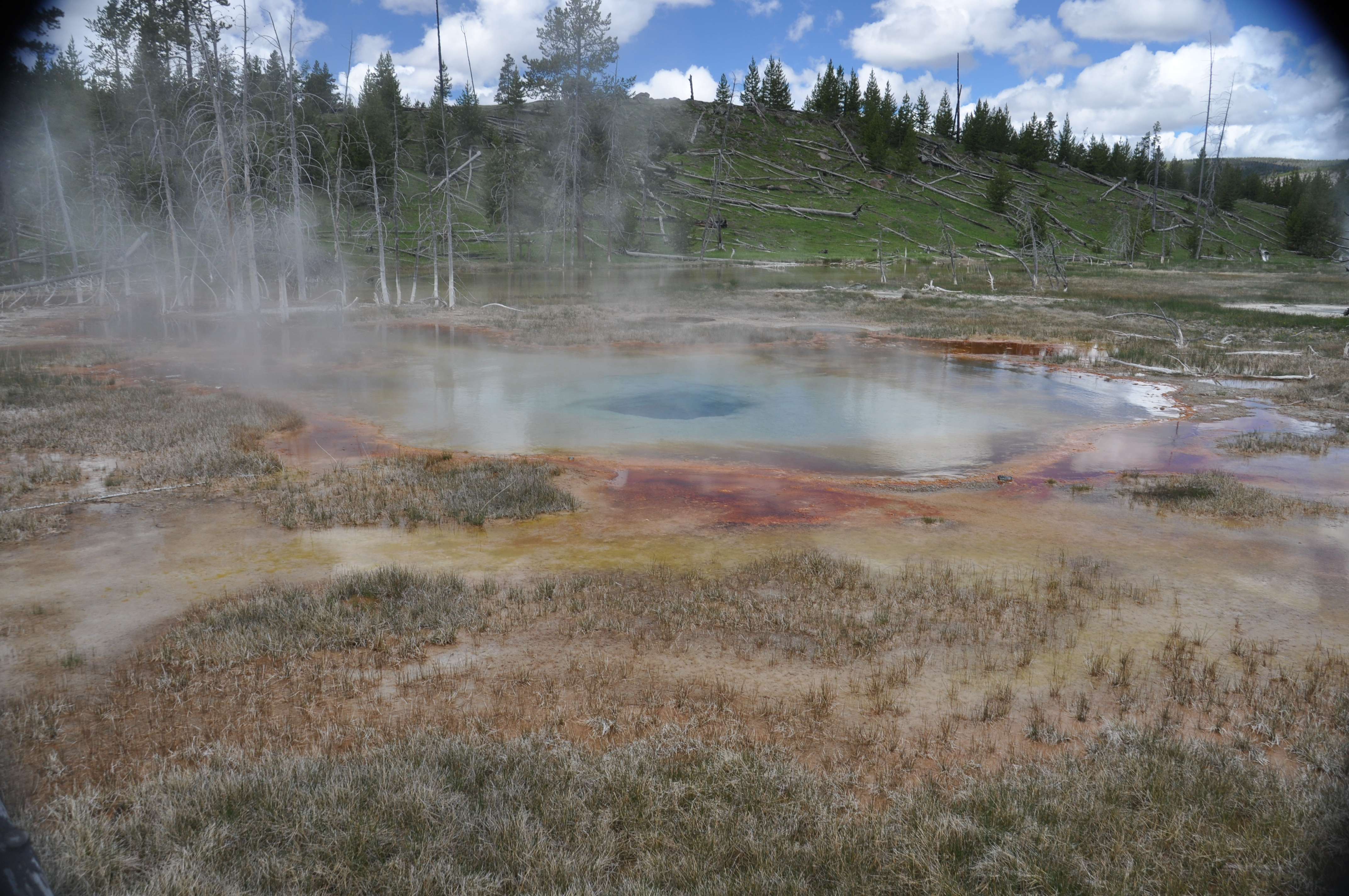
Square Spring le 4 juin 2013.
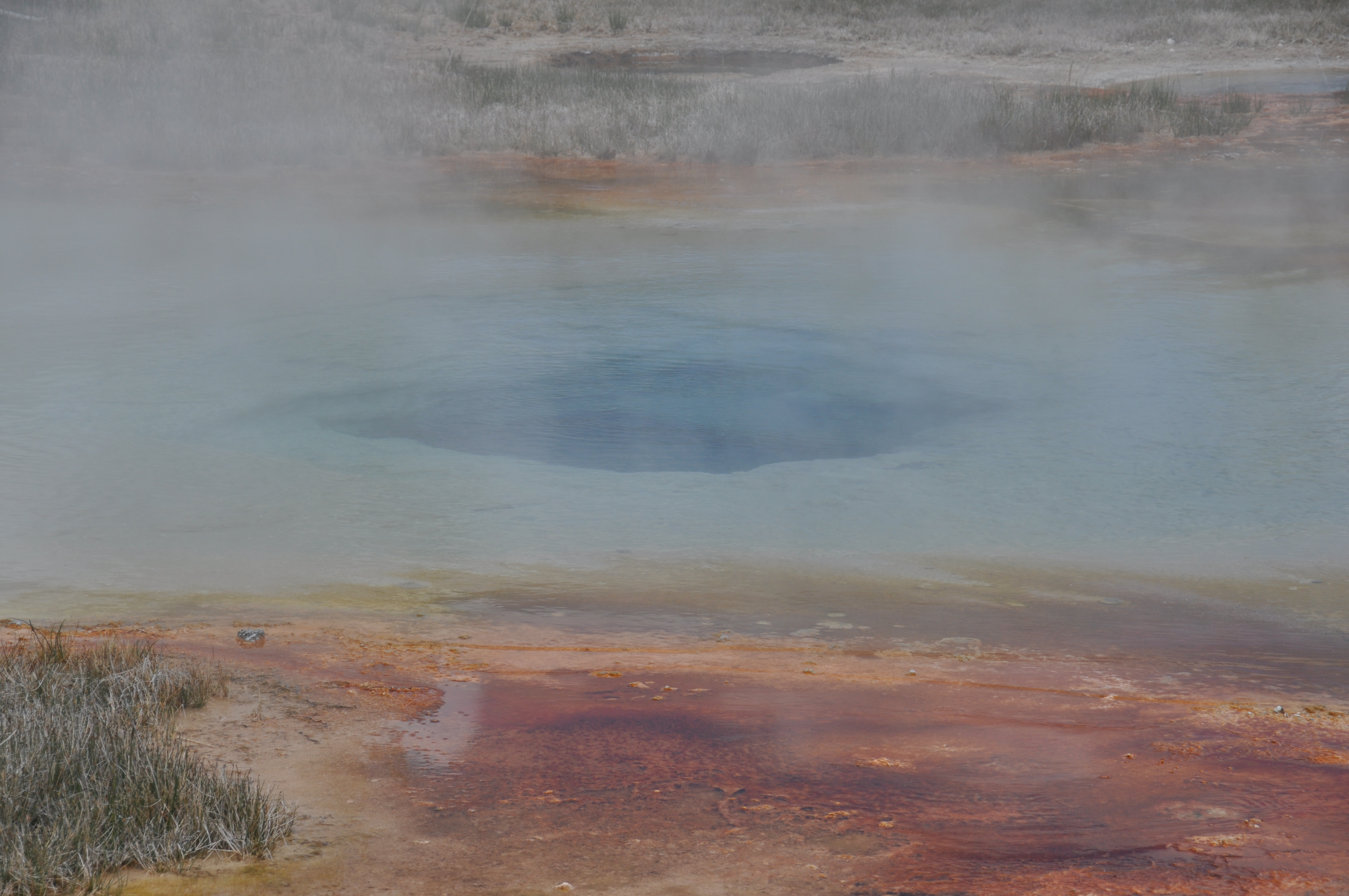
Square Spring le 4 juin 2013.
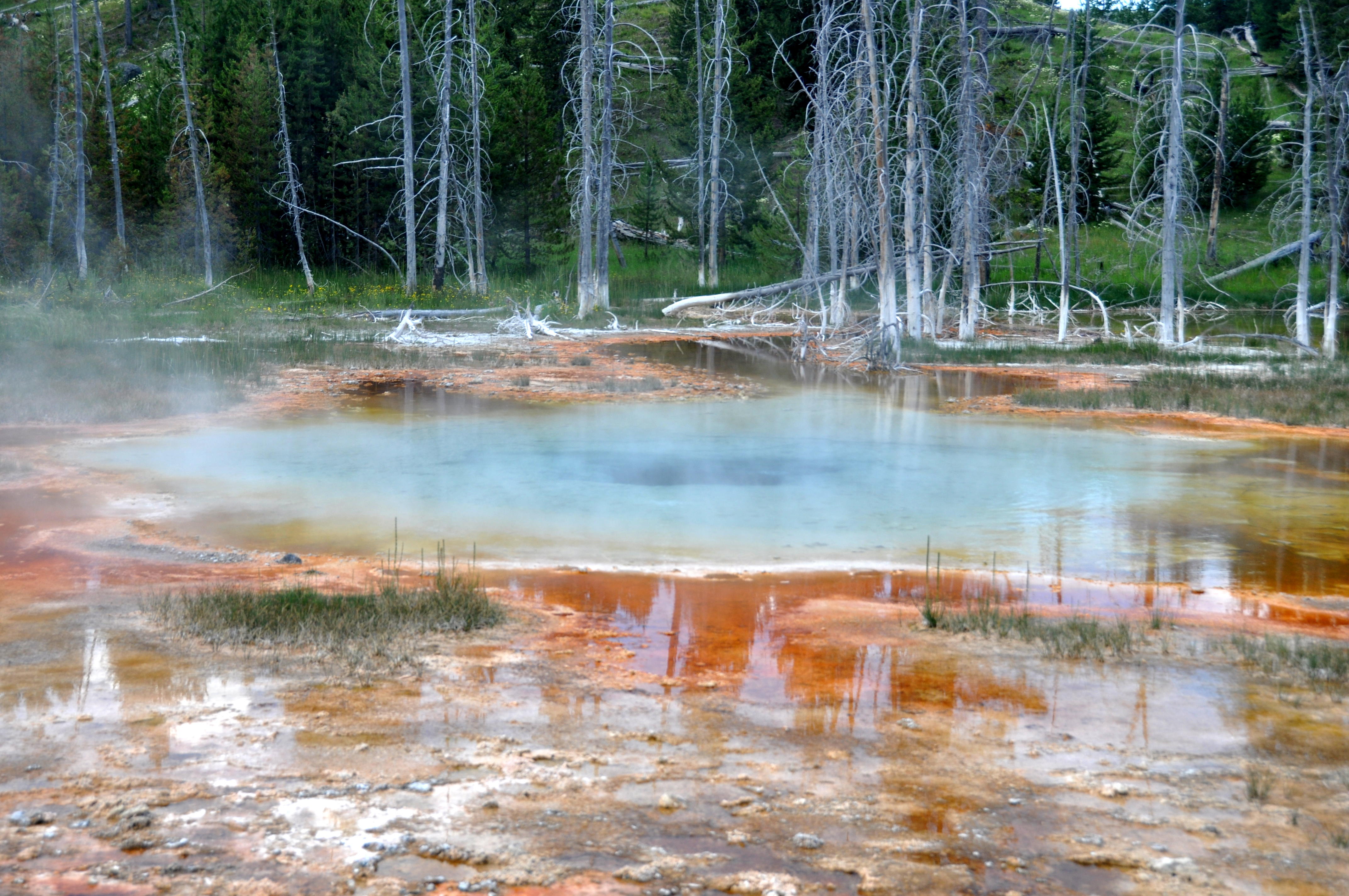
Square Spring le 11 juillet 2014.
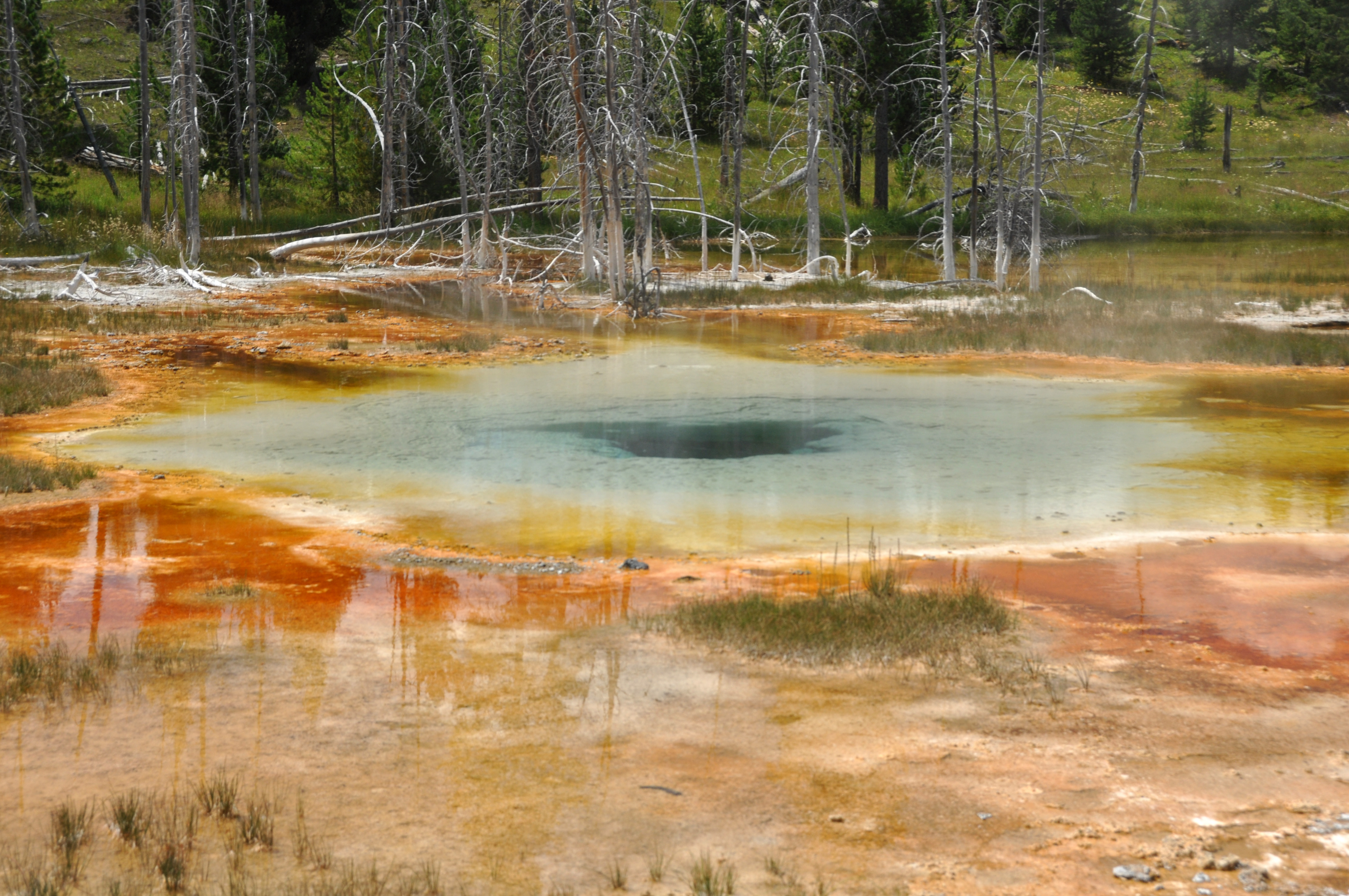
Square Spring le 11 juillet 2014.